# Episodi di Ironside (prima stagione)
La prima stagione della serie televisiva Ironside, dopo un episodio pilota trasmesso il 28 marzo 1967, è andata in onda dal 14 settembre 1967 al 4 aprile 1968 sulla NBC.
In Italia l'episodio pilota è andato in onda in prima visione sul Programma nazionale, l'odierna Rai 1.
| nº     | Titolo originale                | Titolo italiano                | Prima TV USA      | Prima TV Italia |
| ------ | ------------------------------- | ------------------------------ | ----------------- | --------------- |
| Pilota | Ironside                        | Attentato a Ironside           | 28 marzo 1967     | 29 gennaio 1970 |
| 1      | Message from Beyond             | Il messaggio nascosto          | 14 settembre 1967 |                 |
| 2      | The Leaf in the Forest          | Una foglia nella foresta       | 21 settembre 1967 |                 |
| 3      | Dead Man's Tale                 | Storia di un uomo morto        | 28 settembre 1967 |                 |
| 4      | Eat, Drink and Be Buried        | Cara Francesca                 | 5 ottobre 1967    |                 |
| 5      | The Taker                       | Attenti alle vele              | 12 ottobre 1967   |                 |
| 6      | An Inside Job                   | Doppio gioco                   | 19 ottobre 1967   |                 |
| 7      | Tagged for Murder               | Ricercato per omicidio         | 26 ottobre 1967   |                 |
| 8      | Let My Brother Go               | L'esplosione improvvisa        | 2 novembre 1967   |                 |
| 9      | Light at the End of the Journey | ''La testimone                 | 9 novembre 1967   |                 |
| 10     | The Monster of Comus Towers     | I mostri delle torri di Comus  | 16 novembre 1967  |                 |
| 11     | The Man Who Believed            | L'uomo che credeva             | 23 novembre 1967  |                 |
| 12     | A Very Cool Hot Car             | La macchina che scotta         | 30 novembre 1967  |                 |
| 13     | The Past Is Prologue            | Soltanto un'ora                | 7 dicembre 1967   |                 |
| 14     | Girl in the Night               | Una ragazza nella notte        | 21 dicembre 1967  |                 |
| 15     | The Fourteenth Runner           | Il 14° corridore               | 28 dicembre 1967  |                 |
| 16     | Force of Arms                   | Annabelle 10-15                | 4 gennaio 1968    |                 |
| 17     | Memory of an Ice Cream Stick    | Ricordo di un gelato           | 11 gennaio 1968   |                 |
| 18     | To Kill a Cop                   | Morte di un poliziotto         | 18 gennaio 1968   |                 |
| 19     | The Lonely Hostage              | L'ostaggio solitario           | 1 febbraio 1968   |                 |
| 20     | The Challenge                   | La sfida                       | 8 febbraio 1968   |                 |
| 21     | All in a Day's Work             | Accadde in un giorno di lavoro | 15 febbraio 1968  |                 |
| 22     | Something for Nothing           | Qualcosa per niente            | 22 febbraio 1968  |                 |
| 23     | Barbara Who                     | Chi é Barbara                  | 29 febbraio 1968  |                 |
| 24     | Perfect Crime                   | Tiratore scelto                | 7 marzo 1968      |                 |
| 25     | Officer Bobby                   | L'agente Bobby                 | 14 marzo 1968     |                 |
| 26     | Trip to Hashbury                | Viaggio ad Hashbury            | 21 marzo 1968     |                 |
| 27     | Due Process of the Law          | Il giusto corso della legge    | 28 marzo 1968     |                 |
| 28     | Return of the Hero              | Il ritorno dell'eroe           | 4 aprile 1968     |                 |